# Henryk Raczyniewski
Henryk Raczyniewski (ur. 26 stycznia 1923 w Grudziądzu, zm. 26 stycznia 1992 w Lohmarze) – polski architekt, konserwator zabytków i muzealnik. Organizator i w latach 1961–1973 dyrektor Muzeum Zamkowego w Malborku.

## Życiorys
Naukę w gimnazjum przerwała mu wojna. Podczas wojny pracował jako robotnik w rodzinnym mieście. Po zakończeniu wojny w 1947 zdał maturę w Liceum Handlowym w Sopocie. W tym samym roku podjął studia na Akademii Sztuk Pięknych w Gdańsku na Wydziale Architektury Wnętrz. Po ukończeniu studiów rozpoczął pracę na stanowisku referenta w Prezydium Miejskiej Rady Narodowej w Gdańsku, zaś w 1953 awansował na stanowisko kierownika Miejskiego Wydziału Kultury. W 1958 objął funkcję wojewódzkiego konserwatora zabytków w Gdańsku, gdzie sprawował bezpośredni nadzór nad odbudową Głównego Miasta, jednocześnie jako wojewódzki konserwator sprawował nadzór nad zabezpieczeniem i odbudową zniszczonych części Zamku w Malborku. W 1961 zarządzeniem ministra kultury w murach dawnej siedziby Wielkiego Mistrza powstała nowa instytucja – Muzeum Zamkowe w Malborku. Raczyniewski jako doświadczony konserwator i architekt objął stanowisko dyrektora tej nowo powstałej instytucji. Razem z Bronisławem Mieszkowskim był współtwórcą odbudowy i zagospodarowania malborskiego zamku. Jako dyrektor zainicjował powstanie istniejących do dziś wystaw stałych. W 1973 zrezygnował z funkcji dyrektora. W kolejnych latach pracował jeszcze w Narodowym Muzeum Morskim w Gdańsku na stanowisku kustosza.
Prywatnie z zamiłowania był malarzem, tworzył martwe natury i pejzaże. Zgromadził też pokaźną kolekcję widoków Zamku w Malborku z XIX wieku. W 1963 ogłoszony przez niego konkurs na ekslibris dla muzealnej biblioteki stał się zaczątkiem istniejącego do dziś Międzynarodowego Biennale Ekslibrisu Współczesnego.